# Liga ARC 2023
La temporada 2023 de la Liga ARC fue la decimoctava edición desde que se iniciara la competición de traineras organizada por la Asociación de Remo del Cantábrico en 2006. Se compuso de dos grupos de 12 y 7 equipos respectivamente. La temporada regular comenzó el 17 de junio en San Juan de Luz (Pirineos Atlánticos, Francia) y terminó el 26 de agosto en Colindres (Cantabria). Posteriormente, se disputaron los play-off entre grupos y para el ascenso a la Liga ACT.

## Sistema de competición
La Liga ARC está dividida en 2 grupos cada uno de los cuales disputa un calendario de regatas propio. Al finalizar la liga regular y para decidir los ascensos y descensos entre la Liga ACT y los 2 grupos de la Liga ARC se disputan sendos play-off:
- play-off de ascenso a Liga ACT: se disputa 1 plaza en la Liga ACT entre el penúltimo clasificado de dicha competición, ya que el último desciende directamente, los 2 primeros del Grupo 1 y los 2 primeros de la Liga LGT.
- play-off entre grupos ARC: el campeón del Grupo 2 asciende directamente al Grupo 1, el último clasificado del Grupo 1 desciende directamente, y la última plaza del Grupo 1 se disputa entre los clasificados en los puestos décimo y undécimo del Grupo 1 y el segundo y tercero del Grupo 2.

## Calendario
Las siguientes regatas tuvieron lugar en 2023.

### Grupo 1
| Orden | Regata                                                                 | Fecha        | Hora  | Modalidad         | Localidad           | Provincia |
| ----- | ---------------------------------------------------------------------- | ------------ | ----- | ----------------- | ------------------- | --------- |
| 1     | XXXI Bandera de San Juan de Luz-Gran Premio Etxebat                    | 17 de junio  | 15:45 | En línea 4 calles | San Juan de Luz     | Francia   |
| 2     | XXIII Bandera de la Cofradía de Pescadores San Pedro                   | 18 de junio  | 12:00 | En línea 4 calles | Pasajes             | Guipúzcoa |
| 3     | XXXV Bandera de Elantxobe                                              | 24 de junio  | 12:00 | En línea 4 calles | Elanchove           | Vizcaya   |
| 4     | XIII Bandera de Mundaca-Onura homes                                    | 25 de junio  | 12:15 | En línea 4 calles | Mundaca             | Vizcaya   |
| 5     | II Bandera CMO Valves                                                  | 1 de julio   | 18:00 | Contrarreloj      | Pasajes de San Juan | Guipúzcoa |
| 6     | XXXVIII Bandera de Zumaya                                              | 9 de julio   | 12:15 | En línea 4 calles | Zumaya              | Guipúzcoa |
| 7     | XVII Bandera Marina de Cudeyo-Grupo Dynasol                            | 15 de julio  | 15:30 | En línea 4 calles | Pedreña             | Cantabria |
| 8     | XXXIV Bandera de Plencia                                               | 22 de julio  | 18:30 | En línea 4 calles | Plencia             | Vizcaya   |
| 9     | XXXI Bandera Ayuntamiento de Camargo I Memorial Fernando López Lejardi | 29 de julio  | 13:00 | En línea 4 calles | Maliaño             | Cantabria |
| 10    | XVII Bandera de la Cofradía de Pescadores de Fuenterrabía              | 6 de agosto  | 16:30 | En línea 4 calles | Fuenterrabía        | Guipúzcoa |
| 11    | XXXVIII Bandera de Pasajes                                             | 12 de agosto | 12:00 | Contrarreloj      | Pasajes             | Guipúzcoa |
| 12    | LI Bandera Ciudad de Castro                                            | 15 de agosto | 18:00 | En línea 4 calles | Castro-Urdiales     | Cantabria |
| 13    | XIV Bandera de Zarautz                                                 | 19 de agosto | 12:00 | En línea 4 calles | Zarauz              | Guipúzcoa |
| 14    | XLV Villa de Bilbao                                                    | 20 de agosto | 17:45 | Contrarreloj      | Bilbao              | Vizcaya   |

### Grupo 2
| Orden | Regata                                       | Fecha        | Hora  | Modalidad         | Localidad           | Provincia |
| ----- | -------------------------------------------- | ------------ | ----- | ----------------- | ------------------- | --------- |
| 1     | VII Bandera Yurrita Group                    | 24 de junio  | 17:00 | En línea 3 calles | Motrico             | Guipúzcoa |
| 2     | II Bandera Fegemu                            | 1 de julio   | 17:30 | Contrarreloj      | Pasajes de San Juan | Guipúzcoa |
| 3     | XIII Bandera Kirol Txartela                  | 8 de julio   | 11:00 | En línea 4 calles | San Sebastián       | Guipúzcoa |
| 4     | V Bandera Orio Kanpiña                       | 15 de julio  | 14:00 | Contrarreloj      | Orio                | Guipúzcoa |
| 5     | XLI Bandera Noble Villa de Portugalete       | 16 de julio  | 11:45 | En línea 4 calles | Portugalete         | Vizcaya   |
| 6     | XXIX Bandera del Real Astillero de Guarnizo  | 23 de julio  | 10:30 | Contrarreloj      | El Astillero        | Cantabria |
| 7     | XXXIX Bandera de Ondárroa-Gran Premio Goimek | 5 de agosto  | 11:00 | En línea 4 calles | Ondárroa            | Vizcaya   |
| 8     | Bandera Club de Remo Fuenterrabía            | 6 de agosto  | 14:00 | En línea 4 calles | Fuenterrabía        | Guipúzcoa |
| 9     | X Bandera Ciudad de Rentería                 | 12 de agosto | 13:00 | Contrarreloj      | Pasajes             | Guipúzcoa |
| 10    | Bandera Bilbao Liga ARC-2                    | 20 de agosto | 16:30 | Contrarreloj      | Bilbao              | Vizcaya   |
| 11    | XXIX Bandera Ría del Asón                    | 26 de agosto | 12:30 | Contrarreloj      | Colindres           | Cantabria |

### Play-off de ascenso a Liga ACT
| Orden | Regata      | Fecha            | Hora  | Modalidad    | Provincia |
| ----- | ----------- | ---------------- | ----- | ------------ | --------- |
| 1     | Bermeo      | 16 de septiembre | 18:04 | Contrarreloj | Vizcaya   |
| 2     | Portugalete | 17 de septiembre | 11:59 | Contrarreloj | Vizcaya   |

### Play-off entre grupos
| Orden | Regata    | Fecha        | Hora  | Modalidad    | Provincia |
| ----- | --------- | ------------ | ----- | ------------ | --------- |
| 1     | Colindres | 26 de agosto | 12:30 | Contrarreloj | Cantabria |
| 2     | Erandio   | 27 de agosto | 12:30 | Contrarreloj | Vizcaya   |

## Traineras participantes

### Grupo 1
| Equipo                       | Nombre de la Trainera | Localidad            | Provincia |
| ---------------------------- | --------------------- | -------------------- | --------- |
| Camargo                      | Virgen del Carmen     | Camargo              | Cantabria |
| Pedreña                      | Seve Ballesteros      | Pedreña              | Cantabria |
| Castro-Canteras de Santullan | La Marinera           | Castro-Urdiales      | Cantabria |
| Deusto Bilbao                | Tomatera              | Bilbao               | Vizcaya   |
| Arkote-Seguros Bilbao        | Plentzitarra          | Plencia              | Vizcaya   |
| Busturialdea                 | Artarri               | Elanchove            | Vizcaya   |
| Zumaia                       | Telmo Deun            | Zumaya               | Guipúzcoa |
| Zarautz-Gesalaga Okelan      | Enbata                | Zarauz               | Guipúzcoa |
| San Juan-CMO Valves          | San Juan              | Pasajes de San Juan  | Guipúzcoa |
| San Pedro                    | Libia                 | Pasajes de San Pedro | Guipúzcoa |
| Fuenterrabía B               | Ama Guadalupekoa      | Fuenterrabía         | Guipúzcoa |
| Lapurdi-Antton Bilbao        | Xubero                | San Juan de Luz      | Francia   |

Los clubes participantes están ordenados geográficamente, de oeste a este.

### Grupo 2
| Equipo                | Nombre de la Trainera | Localidad           | Provincia |
| --------------------- | --------------------- | ------------------- | --------- |
| Astillero             | San José XV           | El Astillero        | Cantabria |
| Portugalete           | Jarrillera            | Portugalete         | Vizcaya   |
| Motrico               | Motrico               | Motrico             | Guipúzcoa |
| Orio B                | Txiki                 | Orio                | Guipúzcoa |
| Donostiarra B         | Torrekua              | San Sebastián       | Guipúzcoa |
| San Juan B-CMO Valves | San Juan              | Pasajes de San Juan | Guipúzcoa |
| Hibaika               | Madalen               | Rentería            | Guipúzcoa |

Los clubes participantes están ordenados geográficamente, de oeste a este.

### Equipos por provincia
| Provincia | Grupo | N. | Equipos                                                                      |
| --------- | ----- | -- | ---------------------------------------------------------------------------- |
| Guipúzcoa | 1     | 5  | Fuenterrabía B, San Juan, San Pedro, Zarautz-Gesalaga Okelan, Zumaia-Delteco |
| Guipúzcoa | 2     | 5  | Donostiarra B, Hibaika, Motrico, Orio B, San Juan B-CMO Valves               |
| Guipúzcoa | TOTAL | 10 |                                                                              |
| Cantabria | 1     | 3  | Camargo, Castro-Canteras de Santullan, Pedreña                               |
| Cantabria | 2     | 1  | Astillero                                                                    |
| Cantabria | TOTAL | 4  |                                                                              |
| Vizcaya   | 1     | 3  | Arkote-Seguros Bilbao, Busturialdea, Deusto Bilbao                           |
| Vizcaya   | 2     | 1  | Portugalete                                                                  |
| Vizcaya   | TOTAL | 4  |                                                                              |
| Francia   | 1     | 1  | Lapurdi-Antton Bilbao                                                        |
| Francia   | 2     | -  | -                                                                            |
| Francia   | TOTAL | 1  |                                                                              |

### Ascensos y descensos
| Grupo 1 |                       |
| --- | --------------------- |
| \| Pos. \| Ascendidos de Grupo 2 \| \| ---- \| --------------------- \| \| 1.º \| Lapurdi-Antton Bilbao \| |                       |
| Pos. | Ascendidos de Grupo 2 |
| 1.º | Lapurdi-Antton Bilbao |

| Pos. | Descendido de Grupo 1 |
| ---- | --------------------- |
| 12.º | Orio B                |

| Pos. | Clubes de Grupo 2 no inscritos |
| ---- | ------------------------------ |
| 7.º  | Santoña                        |
| 8.º  | Castro B                       |
| 9.º  | Trintxerpe                     |

| Pos. | Nueva inscripción     |
| ---- | --------------------- |
| -    | San Juan B-CMO Valves |

     Ascenso directo.

     Descenso directo ordinario.

     Descenso administrativo o desaparición.

     Nueva inscripción.

## Clasificación

### Temporada regular

#### Grupo 1

##### Puntuaciones
Los puntos se repartieron entre los doce participantes en cada regata de acuerdo a la siguiente tabla.
| Posición | 1.º | 2.º | 3.º | 4.º | 5.º | 6.º | 7.º | 8.º | 9.º | 10.º | 11.º | 12.º |
| -------- | --- | --- | --- | --- | --- | --- | --- | --- | --- | ---- | ---- | ---- |
| Puntos   | 12  | 11  | 10  | 9   | 8   | 7   | 6   | 5   | 4   | 3    | 2    | 1    |

##### Resultados por regata
A continuación se recoge la clasificación en cada una de las regatas disputadas.
| Pos. | Club                         | Trainera          | 1 LUZ | 2 PED | 3 ELA | 4 MUN | 5 CMO | 6 ZUM | 7 CUD | 8 PLE | 9 CAM | 10 FUE | 11 PAS | 12 CAS | 13 ZAR | 14 BIL | Puntos |
| ---- | ---------------------------- | ----------------- | ----- | ----- | ----- | ----- | ----- | ----- | ----- | ----- | ----- | ------ | ------ | ------ | ------ | ------ | ------ |
| 1    | San Pedro                    | Libia             | 3     | 1     | 2     | 1     | 1     | 7     | 3     | 2     | 4     | 3      | 1      | 1      | 2      | 1      | 150    |
| 2    | Lapurdi-Antton Bilbao        | Xubero            | 2     | 4     | 1     | 4     | 3     | 1     | 2     | 1     | 3     | 1      | 3      | 2      | 3      | 4      | 148    |
| 3    | Arkote                       | Plentzitarra      | 7     | 3     | 3     | 2     | 4     | 2     | 1     | 3     | 2     | 2      | 2      | 3      | 1      | 2      | 145    |
| 4    | San Juan                     | San Juan          | 1     | 5     | 4     | 3     | 2     | 3     | 4     | 4     | 1     | 7      | 5      | 8      | 7      | 3      | 125    |
| 8    | Zumaia                       | Telmo Deun        | 6     | 2     | 5     | 8     | 5     | 4     | 5     | 5     | 10    | 8      | 4      | 4      | 4      | 6      | 106    |
| 6    | Zarautz-Gesalaga Okelan      | Enbata            | 5     | 8     | 7     | 7     | 7     | 5     | 6     | 6     | 5     | 4      | 9      | 6      | 6      | 5      | 96     |
| 7    | Camargo                      | Virgen del Carmen | 4     | 9     | 6     | 5     | 6     | 6     | 7     | 7     | 7     | 5      | 6      | 5      | 8      | 7      | 94     |
| 8    | Pedreña                      | Seve Ballesteros  | 8     | 6     | 9     | 6     | 8     | 10    | 11    | 8     | 6     | 6      | 10     | 7      | 10     | 8      | 69     |
| 9    | Fuenterrabía B               | Ama Guadalupekoa  | 10    | 7     | 8     | 10    | 9     | 11    | 8     | 9     | 8     | 9      | 7      | 11     | 5      | 10     | 60     |
| 10   | Deusto Bilbao                | Tomatera          | 9     | 10    | 11    | 11    | 10    | 8     | 9     | 10    | 11    | 11     | 8      | 10     | 9      | 9      | 46     |
| 11   | Busturialdea                 | Artarri           | 12    | 11    | 10    | 9     | 11    | 9     | 10    | 11    | 9     | 10     | 11     | 9      | 11     | 11     | 38     |
| 12   | Castro-Canteras de Santullan | La Marinera       | 11    | 12    | 12    | 12    | 12    | 12    | 12    | 12    | 12    | 12     | 12     | 12     | 12     | 12     | 15     |

| Color  | Resultado |
| ------ | --------- |
| Oro    | Ganador   |
| Plata  | Segundo   |
| Bronce | Tercero   |
| Verde  | Puntuó    |

##### Evolución de la clasificación
| Jornada / Club               | 1  | 2  | 3  | 4  | 5  | 6  | 7  | 8  | 9  | 10 | 11 | 12 | 13 | 14 |
| Jornada / Club               |    |    |    |    |    |    |    |    |    |    |    |    |    |    |
| ---------------------------- | -- | -- | -- | -- | -- | -- | -- | -- | -- | -- | -- | -- | -- | -- |
| San Pedro                    | 3  | 1  | 1  | 1  | 1  | 1  | 2  | 2  | 2  | 2  | 2  | 2  | 2  | 1  |
| Lapurdi-Antton Bilbao        | 2  | 3  | 2  | 2  | 2  | 2  | 1  | 1  | 1  | 1  | 1  | 1  | 1  | 2  |
| Arkote                       | 7  | 5  | 5  | 4  | 4  | 4  | 4  | 3  | 4  | 3  | 3  | 3  | 3  | 3  |
| San Juan                     | 1  | 2  | 3  | 3  | 3  | 3  | 3  | 4  | 3  | 4  | 4  | 4  | 4  | 4  |
| Zumaia                       | 6  | 4  | 4  | 5  | 5  | 5  | 5  | 5  | 5  | 5  | 5  | 5  | 5  | 5  |
| Zarautz-Gesalaga Okelan      | 5  | 7  | 7  | 7  | 7  | 7  | 7  | 7  | 6  | 6  | 7  | 7  | 6  | 6  |
| Camargo                      | 4  | 6  | 6  | 6  | 6  | 6  | 6  | 6  | 7  | 7  | 6  | 6  | 7  | 7  |
| Pedreña                      | 8  | 8  | 8  | 8  | 8  | 8  | 8  | 8  | 8  | 8  | 8  | 8  | 8  | 8  |
| Fuenterrabía B               | 10 | 9  | 9  | 9  | 9  | 9  | 9  | 9  | 9  | 9  | 9  | 9  | 9  | 9  |
| Deusto Bilbao                | 9  | 10 | 10 | 10 | 10 | 10 | 10 | 10 | 10 | 10 | 10 | 10 | 10 | 10 |
| Busturialdea                 | 12 | 11 | 11 | 11 | 11 | 11 | 11 | 11 | 11 | 11 | 11 | 11 | 11 | 11 |
| Castro-Canteras de Santullan | 11 | 12 | 12 | 12 | 12 | 12 | 12 | 12 | 12 | 12 | 12 | 12 | 12 | 12 |

|  | Gráfico no disponible temporalmente debido a problemas técnicos. |

##### Palmarés
| Pos. | Club                         | Victorias | Segundos | Terceros | Mejor resultado | Puntos | Ascenso o descenso             |
| ---- | ---------------------------- | --------- | -------- | -------- | --------------- | ------ | ------------------------------ |
| 1    | San Pedro                    | 6         | 3        | 3        | 1.º             | 150    | Play-off de ascenso a Liga ACT |
| 2    | Lapurdi-Antton Bilbao        | 4         | 3        | 4        | 1.º             | 148    | Play-off de ascenso a Liga ACT |
| 3    | Arkote                       | 2         | 6        | 4        | 1.º             | 145    |                                |
| 4    | San Juan                     | 2         | 1        | 3        | 1.º             | 125    |                                |
| 8    | Zumaia                       | -         | 1        | -        | 2.º             | 106    |                                |
| 6    | Zarautz-Gesalaga Okelan      | -         | -        | -        | 4.º             | 96     |                                |
| 7    | Camargo                      | -         | -        | -        | 4.º             | 94     |                                |
| 8    | Pedreña                      | -         | -        | -        | 6.º             | 69     |                                |
| 9    | Fuenterrabía B               | -         | -        | -        | 5.º             | 60     |                                |
| 10   | Deusto Bilbao                | -         | -        | -        | 8.º             | 46     | Play-off entre grupos          |
| 11   | Busturialdea                 | -         | -        | -        | 9.º             | 38     | Play-off entre grupos          |
| 12   | Castro-Canteras de Santullan | -         | -        | -        | 11.º            | 15     | Desciende a Grupo 2            |

#### Grupo 2

##### Puntuaciones
Los puntos se repartieron entre los siete participantes en cada regata de acuerdo a la siguiente tabla.
| Posición | 1.º | 2.º | 3.º | 4.º | 5.º | 6.º | 7.º |
| -------- | --- | --- | --- | --- | --- | --- | --- |
| Puntos   | 7   | 6   | 5   | 4   | 3   | 2   | 1   |

##### Resultados por regata
A continuación se recoge la clasificación en cada una de las regatas disputadas.
| Pos. | Club                  | Trainera    | 1 YUR | 2 FEG | 3 KIR | 4 ORI | 5 POR | 6 AST | 7 OND | 8 HON | 9 REN | 10 BIL | 11 ASO | Puntos |
| ---- | --------------------- | ----------- | ----- | ----- | ----- | ----- | ----- | ----- | ----- | ----- | ----- | ------ | ------ | ------ |
| 1    | Orio B                | Txiki       | 1     | 1     | 1     | 1     | 3     | 1     | 1     | 1     | 1     | 1      | 1      | 68     |
| 2    | Portugalete           | Jarrillera  | 4     | 3     | 4     | 2     | 1     | 3     | 3     | 3     | 3     | 3      | 2      | 51     |
| 3    | Donostiarra B         | Torrekua    | 5     | 6     | 5     | 4     | 2     | 2     | 2     | 2     | 2     | 2      | 3      | 48     |
| 4    | Astillero             | San José XV | 2     | 2     | 2     | 3     | 7     | 5     | 4     | 4     | 5     | 7      | 5      | 39     |
| 5    | Hibaika               | Madalen     | 3     | 4     | 3     | 5     | 5     | 4     | 6     | 5     | 4     | 4      | 4      | 37     |
| 6    | San Juan B-CMO Valves | San Juan    | 7     | 5     | 6     | 6     | 4     | 7     | 7     | 6     | 7     | 6      | 6      | 19     |
| 7    | Motrico               | Motrico     | 6     | 7     | 7     | 7     | 6     | 6     | 5     | 7     | 6     | 5      | 7      | 18     |

##### Evolución de la clasificación
| Jornada / Club        | 1 | 2 | 3 | 4 | 5 | 6 | 7 | 8 | 9 | 10 | 11 |
| Jornada / Club        |   |   |   |   |   |   |   |   |   |    |    |
| --------------------- | - | - | - | - | - | - | - | - | - | -- | -- |
| Orio B                | 1 | 1 | 1 | 1 | 1 | 1 | 1 | 1 | 1 | 1  | 1  |
| Portugalete           | 4 | 3 | 4 | 3 | 2 | 2 | 2 | 2 | 2 | 2  | 2  |
| Donostiarra B         | 5 | 5 | 5 | 5 | 5 | 4 | 4 | 3 | 3 | 3  | 3  |
| Astillero             | 2 | 2 | 2 | 2 | 3 | 3 | 3 | 4 | 4 | 4  | 4  |
| Hibaika               | 3 | 4 | 3 | 4 | 4 | 5 | 5 | 5 | 5 | 5  | 5  |
| San Juan B-CMO Valves | 7 | 6 | 6 | 6 | 6 | 6 | 6 | 6 | 6 | 6  | 6  |
| Motrico               | 6 | 7 | 7 | 7 | 7 | 7 | 7 | 7 | 7 | 7  | 7  |

|  | Gráfico no disponible temporalmente debido a problemas técnicos. |

##### Palmarés
| Pos. | Club                  | Victorias | Segundos | Terceros | Mejor resultado | Puntos | Ascenso o descenso    |
| ---- | --------------------- | --------- | -------- | -------- | --------------- | ------ | --------------------- |
| 1    | Orio B                | 10        | -        | 1        | 1.º             | 68     | Asciende a Grupo 1    |
| 2    | Portugalete           | 1         | 2        | 6        | 1.º             | 51     | Play-off entre grupos |
| 3    | Donostiarra B         | -         | 6        | 1        | 2.º             | 48     | Play-off entre grupos |
| 4    | Astillero             | -         | 3        | 1        | 2.º             | 39     |                       |
| 5    | Hibaika               | -         | -        | 2        | 3.º             | 37     |                       |
| 6    | San Juan-CMO Valves B | -         | -        | -        | 4.º             | 19     |                       |
| 7    | Motrico               | -         | -        | -        | 5.º             | 18     |                       |

### Play-off de ascenso a Liga ACT
Los puntos se reparten entre los cinco participantes en cada regata.
| Posición | 1.º | 2.º | 3.º | 4.º | 5.º |
| Puntos   | 5   | 4   | 3   | 2   | 1   |

| Pos. | Club                   | Trainera              | 1 BER | 2 POR | Puntos | Ascenso o descenso      |
| ---- | ---------------------- | --------------------- | ----- | ----- | ------ | ----------------------- |
| 1    | San Pedro              | Libia                 | 1     | 1     | 10     | Asciende a Liga ACT     |
| 2    | Bueu-Simei             | Maruxia               | 2     | 4     | 6      | Asciende a Liga ACT     |
| 3    | Lapurdi-Antton Bilbao  | Xubero                | 4     | 2     | 6      | Permanece en Liga ARC 1 |
| 4    | Itsasoko Ama Santurtzi | Itsasoko Ama          | 5     | 3     | 4      | Desciende a Liga ARC 1  |
| 5    | Ares                   | Santa Olalla de Lubre | 3     | 5     | 4      | Permanece en Liga LGT A |

### Play-off entre grupos
Los puntos se reparten entre los cuatro participantes en cada regata.
| Posición | 1.º | 2.º | 3.º | 4.º |
| -------- | --- | --- | --- | --- |
| Puntos   | 4   | 3   | 2   | 1   |

| Pos. | Club          | Trainera   | 1 COL | 2 ERA | Puntos | Ascenso o descenso   |
| ---- | ------------- | ---------- | ----- | ----- | ------ | -------------------- |
| 1    | Portugalete   | Jarrillera | 1     | 1     | 8      | Asciende a Grupo 1   |
| 2    | Deusto Bilbao | Tomatera   | 2     | 3     | 5      | Permanece en Grupo 1 |
| 3    | Donostiarra B | Torrekua   | 3     | 2     | 5      | Permanece en Grupo 2 |
| 4    | Busturialdea  | Artarri    | 4     | 4     | 2      | Desciende a Grupo 2  |